# روبرتو کنترراس
روبرتو کنترراس (انگلیسی: Roberto Contreras؛ ۱۲ دسامبر ۱۹۲۸ – ۱۸ ژوئیهٔ ۲۰۰۰) یک هنرپیشه اهل ایالات متحده آمریکا بود. وی بین سال‌های ۱۹۵۴ تا ۱۹۹۳ میلادی فعالیت می‌کرد.
از فیلم‌ها یا برنامه‌های تلویزیونی که وی در آن نقش داشته است می‌توان به صورت‌زخمی، توپاز اشاره کرد.